# Lauro Amadò
Lauro Amadò   (Lugano, 15 de març de 1912 - Lugano, 6 de juny de 1971), conegut com a Lajo, és un exfutbolista suís de la dècada de 1940.
Fou 54 cops internacional amb la selecció suïssa amb la qual participà en la Copa del Món de futbol de 1938.
Pel que fa a clubs, defensà els colors de FC Lugano, Servette FC i Grasshopper Club Zürich.

## Palmarès
- Lliga suïssa: 1933, 1938, 1942, 1943, 1945
- Copa suïssa: 1931, 1941, 1942, 1943, 1946